# Сара Стівенсон
Сара Стівенсон  (англ. Sarah Stevenson, 30 березня 1983) — британська тхеквондистка, олімпійська медалістка.

## Виступи на Олімпіадах
| Олімпіада   | Дисципліна | Місце |
| ----------- | ---------- | ----- |
| Сідней 2000 | до 67 кг   | 4     |
| Афіни 2004  | до 67 кг   | 11T   |
| Пекін 2008  | до 67 кг   | 3T    |